# Gòtic flamíger

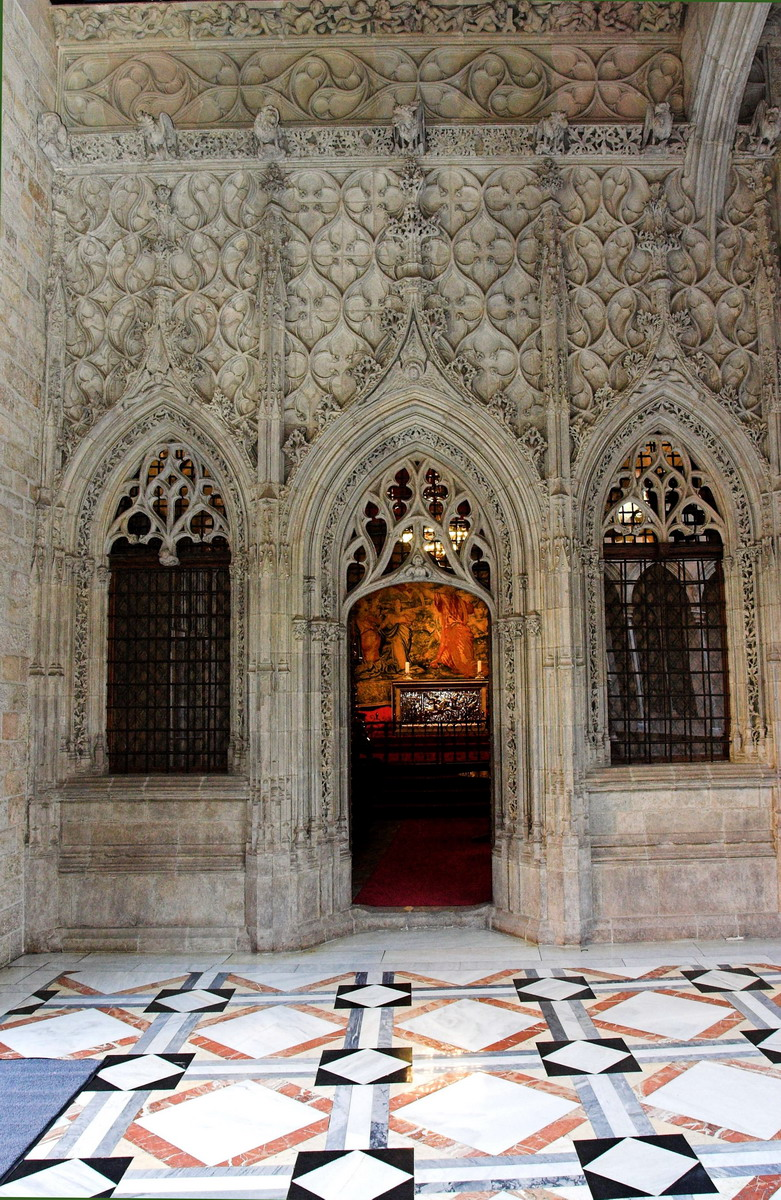
Façana de la capella de Sant Jordi, dins del palau de la Generalitat de Catalunya, obra de Marc Safont (1434)

El gòtic flamíger va ser una etapa de l'art gòtic francès i altres països europeus, que es va desenvolupar des de l'última part del segle xiv i els principis del xv. Es caracteritza per no tenir un centre difusor, per la qual cosa impera la diversitat. Coincideix amb el desenvolupament de l'art flamenc.
És una època de relativa crisi, per la qual cosa desapareixen les grans empreses constructives del període anterior. A la península Ibèrica, per contra, es viurà un moment de reconstrucció, si bé va tenir una entrada tardana i una durada molt curta. D'altra banda, l'arquitectura religiosa cedeix terreny davant de la civil i militar. Llotges, ajuntaments, castells i palaus seran els protagonistes.

## El nom
El nom de gòtic flamíger ("flamígero" en castellà, "gótico flamejante" en portuguès, "flamboyant" en francès, "flamboyant" en anglès, etc.), al·ludeix a la forma de la flama que tenen alguns elements decoratius típic d'aquesta etapa del gòtic. El terme fou encunyat per l'historiador francès Arcisse de Caumont el segle xix.
També s'aplica el terme de "gòtic florit", al·ludint a l'excés decoratiu, i a la complicada xarxa d'elements vegetals que cobrien els edificis d'aquesta època. Altres autors apliquen la teoria de l'evolució dels estils de Vasari al gòtic com cos unitari, parlant d'un "gòtic arcaic", un "gòtic clàssic", un "gòtic manierista" i un "gòtic barroc", que es correspondria amb aquest període del Segle XV, però aquesta denominació no se sol utilitzar, ja que l'evolució del gòtic no va seguir una mateixa pauta en tots els països europeus, i es pot parlar de variacions regionals molt distintes.
A Anglaterra Thomas Rickman encunyà en 1817 el terme del "gòtic perpendicular" per a aplicar-l'ho a les creacions arquitectòniques produïdes a Anglaterra entre 1350 i 1500, caracteritzades per la volta de ventall i la seva marcada linealitat, enfront del sentit d'altura que té el gòtic centroeuropeu. Es tractaria de la creació més típica anglesa, i s'ha arribat a parlar d'un veritable "opus anglicanum", en oposició radical l'"opus francigenum".
A Espanya es parla del "gòtic isabelí", terme encunyat per Émile Bertaux el 1911, destacant la influència com mecenes de les arts d'Isabel I de Castella, encara que el terme va ser discutit pels teòrics, que van parlar també d'un 'gòtic fernandí', en relació amb Ferran el Catòlic, que va donar lloc al terme comú anomenat "estil reis catòlics". José María de Azcarate va proposar el terme de "estil hispà-flamenc", al·ludint al factor decoratiu morisc i a la influència dels arquitectes de Flandes que van venir a Espanya durant aquesta època, encara que aquest terme no va tenir bona acceptació.
A Portugal aquesta època coincideix amb el regnat de Manuel I (1490-1520), que serà el gran impulsor de l'economia portuguesa, que es converteix en una potència naval. Se cita llavors l'"estil manuelí" per a denominar les creacions del gòtic portuguès, un estil molt més recarregat que els reis catòlics, i amb decoracions amb motius vegetals i marítims.

## Elements formals característics
L'estil es concreta fonamentalment en detalls arquitectònics, com les rosasses de les façanes, més que en l'estructura dels edificis.
- Profusió dels ornaments sobre l'estructural, com els arcs decorats amb motius vegetals
- Ús de corbes i contracorbes.
- Arc conopial.
- Volta amb multiplicitat de nervis, en ventall o estelats.
- S'eliminen els capitells, i les línies de la volta no tenen solució de continuïtat.
- Predomini de les formes petites en les façanes.
- Torres amb agulla i fletxes.

## Monuments importants de l'estil

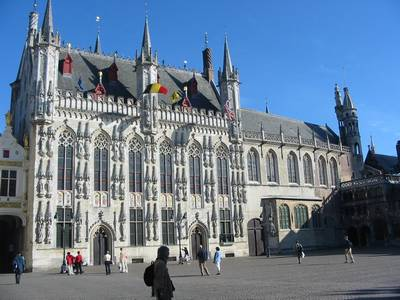
Ajuntament de Bruges

### Arquitectura religiosa
- Convent de Sant Doménec (València)
- Escala del claustre de Sant Jeroni de Cotalba, a Alfauir, (València).
- Rosassa de Santa Maria del Mar.
- Capella de Santiago a la catedral de Toledo.
- Capella de Sant Jordi al palau de la Generalitat de Catalunya.

### Arquitectura Civil
- Castell de Vincennes.
- Ajuntament de Bruges.
- Palau Ducal de Venècia.